# Liste von Autoren Neuer Geistlicher Lieder
Liste von Komponisten, Textern und Liedermachern im Bereich Neues Geistliches Lied.

## Komponisten
- Jo Akepsimas (* 1940)
- Ernst Arfken (1925–2006)
- Reinhard Bäcker (1939–2003)
- Fritz Baltruweit (* 1955)
- Helmut Barbe (1927–2021)
- Alexander Bayer (* 1964)
- Geoffrey Beaumont (1904–1971)
- Norbert M. Becker MSC (* 1962)
- Hermann Bergmann (1926–2019)
- Jacques Berthier (1923–1994)
- Herbert Beuerle (1911–1994)
- Margret Birkenfeld (1926–2019)
- Paul Bischoff (1935–2019)
- Clemens Bittlinger (* 1959)
- Oskar Gottlieb Blarr (Choral Brother Ogo) (* 1934)
- Hans-Jörg Böckeler (1944–2018)
- Jonathan Böttcher (* 1958)
- Inge Brück (* 1936)
- Wim ter Burg (1914–1995)
- Arndt Büssing (* 1962)
- Horst Christill (* 1959)
- Holger Clausen (1947–2008)
- Maurice Jean Cocagnac OP (1924–2006)
- Michael Defrancesco (* 1974)
- Michael Dempe (* 1954)
- Christian Dostal (* 1967)
- Aimé Duval SJ (1918–1984)
- Ludger Edelkötter (1940–2022)
- Markus Ehrhardt (* 1977)
- Ruthild Eicker (* 1959)
- Johannes Falk
- Siegfried Fietz (* 1946)
- Dietmar Fischenich
- Hans Florenz (* 1953)
- Alfred Flury (1934–1986)
- René Frank (* 1974)
- Claude Fraysse (1941–2002)
- Albert Frey (* 1964)
- Thomas Gabriel (* 1957)
- Matthias E. Gahr (* 1971)
- Wilhelm Gantenberg (1916–2000)
- Lothar Graap (* 1933)
- Kurt Grahl (1947–2025)
- Robert Haas (* 1964)
- Per Harling
- Hella Heizmann (1951–2009)
- Klaus Heizmann (* 1944)
- Marie Thérèse Henderson
- Reimund Hess (* 1935)
- Winfried Heurich (* 1940)
- Alfred Hochedlinger (* 1963)
- Bernward Hoffmann (* 1955)
- Norbert Hoppermann (* 1969)
- Reinhard Horn (* 1955)
- Peter Janssens (1934–1998)
- Zofia Jasnota (* 1949)
- Detlev Jöcker (* 1951)
- Gerd Kachel (* 1953)
- Kurt Kaiser (1934–2018)
- Jürgen Kandziora (* 1952)
- Daniel Kaufhold (* 1978)
- Wilhelm Keller (1920–2008)
- Johannes D. Keßler (* 1980)
- Holger Kiesé (* 1959)
- Thomas Knodel (* 1953)
- Hanns Koebler
- Johann Koller
- Arne Kopfermann (* 1967)
- Felicitas Kukuck (1914–2001)
- Karen Lafferty (* 1948)
- Leo Langer (1952–2024)
- Christoph Lehmann (1947–2024)
- Andreas Lettau
- Gregor Linßen (* 1966)
- Nis-Edwin List-Petersen (* 1947)
- Kai Lünnemann (* 1978)
- Heinz Martin Lonquich (1937–2014)
- Domenico Macchetta
- Antonino Mancuso
- Johannes Matthias Michel (* 1962)
- Birgit Minichmayr (* 1969)
- Claudia Mitscha-Eibl (* 1958)
- Albino Montisci
- Franz Joseph Moser
- Martin S. Müller (* 1973)
- Sefora Nelson (* 1979)
- Johannes Nitsch (1953–2002)
- Christoph Noetzel (* 1950)
- Winfried Offele (* 1939)
- Rudolf Osanger SDB (* 1950)
- Hans-Georg Pappe
- Gerhard Paul CSsR (1936–1994)
- Heinz Perne SAC (1930–2008)
- Josef Pichler OSFS (* 1958)
- Winfried Pilz (1940–2019)
- Helga Poppe (* 1942)
- Manfred Porsch (* 1950)
- Werner Puntigam
- Markus Pytlik (* 1966)
- Thomas Quast (* 1962)
- Joachim Raabe (* 1974)
- Peter Reulein (* 1966)
- Hartmut Reußwig (* 1952)
- Jochen Rieger (* 1956)
- Didier Rimaud SJ (1922–2003)
- Christian Romanek
- Kurt Rommel (1926–2011)
- David Schilling (* 1977)
- Michael Schlatzer OFM
- Manfred Schlenker (1926–2023)
- Daniel Schmidt (* 1981)
- Martin Gotthard Schneider (1930–2017)
- Gerhard Schnitter (* 1939)
- Klaus Schöbel (* 1959)
- Markus Schöllhorn (* 1970)
- Gottfried Schreiter (* 1951)
- Leo Schuhen (* 1927)
- Joachim Schwarz (1930–1998)
- Rolf Schweizer (1936–2016)
- Pier Angelo Sequeri
- Manfred Siebald (* 1948)
- Christina Siebert
- Hans Rudolf Siemoneit (1927–2009)
- Hermann Simon (* 1956)
- Klaus Simon (* 1954)
- Mark Sinn-Daws
- Sœur Sourire (1933–1985)
- Kathi Stimmer-Salzeder (* 1957)
- Peter Strauch (* 1943)
- Ludger Stühlmeyer (* 1961)
- Suzanne Toolan RSM (* 1927)
- Dieter Trautwein (1928–2002)
- Franz-Josef Tremer (* 1962)
- Alejandro Veciana (* 1962)
- Michel Wackenheim (* 1945)
- Hans Waltersdorfer (* 1962)
- Marion Warrington (* 1947)
- Peter van Woerden (1924–1990)
- Erna Woll (1917–2005)
- Hartmut Wortmann (* 1932)
- Alfred Hans Zoller (1928–2006)

## Texter
- Alois Albrecht (1936–2022)
- Friedrich Karl Barth (* 1938)
- Alexander Bayer (* 1964)
- Hermann Bergmann (1926–2019)
- Susanne Brandt (* 1964)
- Eckart Bücken (* 1943)
- Arndt Büssing (* 1962)
- Matilde Cocchiaro
- Michael Defrancesco (* 1974)
- Michael Dempe (* 1954)
- Lukas Di Nunzio (* 1966)
- Eugen Eckert (* 1954)
- Thomas Eger (* 1951)
- Markus Ehrhardt (* 1977)
- Wolfgang Fietkau (1935–2014)
- Frank Fockele (* 1950)
- Dieter Frettlöh (1924–2004)
- Sybille Fritsch (* 1959)
- Thomas Gabriel (* 1957)
- Matthias E. Gahr (* 1971)
- Albrecht Gralle (* 1949)
- Robert Haas (* 1964)
- Hartmut Handt (* 1940)
- Christine Heuser (* 1930)
- Hagen Horoba (* 1972)
- Kurt Ihlenfeldt (1901–1972)
- Johannes Jourdan (1923–2020)
- Arnim Juhre (1925–2015)
- Thomas Knodel (* 1953)
- Veronika Krayer
- Rolf Krenzer (1936–2007)
- Thomas Laubach (* 1964)
- Klaus Lüchtefeld (* 1947)
- Kurt Marti (1921–2017)
- Claus-Peter März (1947–2021)
- Hans Bernhard Meyer (1924–2002)
- Hans-Jürgen Netz (* 1954)
- Eckart zur Nieden (* 1939)
- Klaus-Uwe Nommensen (* 1952)
- Winfried Offele (* 1939)
- Huub Oosterhuis (1933–2023)
- Ute Passarge (* 1962)
- Frank Reintgen (* 1966)
- Didier Rimaud SJ (1922–2003)
- Kurt Rommel (1926–2011)
- Kurt Rose (1908–1999)
- Helmut Schlegel OFM (* 1943)
- Hermann Schulze-Berndt (1958–2020)
- Michel Scouarnec (* 1934)
- Uwe Seidel (1937–2007)
- Manfred Siebald (* 1948)
- Christina Siebert
- Hermann Simon (* 1956)
- Klaus Simon (* 1954)
- Sabine Simon (* 1965)
- Mark Sinn-Daws
- Heinrich Stummer (1940–2005)
- Stevan Tontić (1946–2022)
- Franz-Josef Tremer (* 1962)
- Klemens Ullmann (* 1939)
- Gerhard Valentin (1919–1975)
- Lothar Veit (* 1973)
- Rudolf Otto Wiemer (1905–1998)
- Wilhelm Willms (1930–2002)
- Hildegard Wohlgemuth (1917–1994)
- Giovanni Zappalà
- Christoph Zehendner (* 1961)
- Lothar Zenetti (1926–2019)
- Diethard Zils (* 1935)